# Styrelsen för psykologiskt försvar
Styrelsen för psykologiskt försvar (SPF) var en svensk myndighet vars föregångare var Beredskapsnämnden för psykologiskt försvar och som efterträddes av Myndigheten för samhällsskydd och beredskap. Den kallas också Psykologiska försvaret, namnet på alla de organisationer och myndigheter som skapats för att kunna klara av försvarsviljan för att skydda Sveriges territoriella gräns. Ett av målen var att minska ryktesspridningen. Psykologiska försvaret var tillsammans med militära försvaret och det ekonomiska försvaret en del i totalförsvaret. Man skulle bland annat analysera folkstämningen och vid behov starta de kampanjer som krävs. En av uppgifterna var att radiobevaka utländska etermedier.

## Historia
Under det första världskriget hade Sverige ingen statlig informationsverksamhet. Det enda som fanns var ett organ för nyhetsförmedling, som ingick i folkhushållningskommissionen. Men redan hösten 1927 fick försvarsgrenscheferna i uppdrag av regeringen att gemensamt komma med förslag om en upplysningscentral i krig.
Vid andra världskrigets inledning fann Tremannanämnden och Statens Informationsbyrå men dessa ersattes i början av 1940 av Statens Informationsstyrelse. Denna myndighets uppgift var att upplysa, granska, kartlägga samt styra den svenska opinionsbildningen, inte minst pressen, och i viss mån även folkopinionen under andra världskriget, d.v.s. den hade delvis karaktären av propaganda- och censurorgan. Under kriget inskränktes pressfriheten genom bl.a. konfiskation av tidningsnummer och transportförbud. Bl.a. Göteborgs Handels och Sjöfartstidning, den antinazistiska tidningen Trots allt! och en del kommunistiska publikationer berördes av sådana åtgärder. Justitieministern och bondeförbundaren Karl Gustaf Westman anses ha varit en av de ledande männen bakom denna linje.
Det svenska psykologiska försvaret bildades den 8 oktober 1954 när kalla kriget rasade. När Beredskapsnämnden för psykologiskt försvar inrättades 1954 var dess huvuduppgift att förbereda en stor beredskapsorganisation för att i krig möjliggöra regeringens och de centrala myndigheternas kontakter med tidningar och radio och motverka motståndarens psykologiska krigföring. En forskningsuppgift - att följa opinionen när det gäller försvarsvilja - hade föreslagits av den Mossbergska utredningen, men skurits ner i den slutliga propositionen.
Några fredstida informationsuppgifter hade BN inte. 
Parallellt med BN inrättats 1962 Totalförsvarets upplysningsnämnd för att stödja och samordna informationen om totalförsvar och säkerhetspolitik. En sådan verksamhet passade inte BN, som skulle syssla med krigsplanläggning och forskning men inte ha direkta fredstida informationsuppgifter.
Den 1 juli 1985 omorganiserades Beredskapsnämnden till Styrelsen för psykologiskt försvar. År 2002 övertogs vissa uppgifter av den då organiserade Krisberedskapsmyndigheten. De återstående uppgifterna överfördes den 1 januari 2009 till Myndigheten för samhällsskydd och beredskap.
Riksdagen godkände den 20 maj 2008 ett förslag av regeringen om att en ny myndighet skulle inrättas den 1 januari 2009 och att Styrelsen för psykologiskt försvar, Krisberedskapsmyndigheten och Statens räddningsverk skulle läggas ned. Den nya myndigheten, som heter Myndigheten för samhällsskydd och beredskap (MSB), har en samordnande roll i krisberedskapsarbetet.

## Fredsuppgifter under kalla krigets dagar
Sprida kunskap om säkerhetspolitik och totalförsvar, producera filmer, informationsskrifter och läromedel för både skolor och allmänhet.
- "Sveriges försvarsvilja är god" var en devis som myndigheten bland annat arbetade efter.

## Historiska uppgifter
Forskning var en viktig uppgift, främst i samband med allvarliga händelser såsom Tjernobylolyckan, Diskoteksbranden i Göteborg och Estonias förlisning. Man utbildade även kommunerna och bistod även andra myndigheter i krishantering.

## Civila organisationer med anknytning till psykologiska försvaret
Andra organisationer som har anknytning till psykologiska försvaret är:
- Sveriges Radio
- Sveriges Television
- Tidningarnas Telegrambyrå

## Chefer

### Beredskapsnämnden för psykologiskt försvar
- 1954–1959 Gunnar Heckscher, ordförande [4]
- 1960–1965 Gunnar Dahlander, ordförande [5]
- 1965–1969 Ivar Sundvik, ordförande [6]
- 1970–1979 Olle Svensson, ordförande [7]
- 1980–1983 Lennart Hirschfeldt, ordförande [8]
- 1983–1985 Sven O. Andersson, ordförande[9]
- 1971–1980 Per-Axel Landahl, kanslichef [10]

### Styrelsen för psykologiskt försvar
- 1981–1987 Per-Axel Landahl, överdirektör [10]
- 1988–1994 Jan Olov Olsson, överdirektör [11]
- 1994–2001 Björn Körlof, generaldirektör [12]
- 2002–2008 Mats Ekdahl, generaldirektör [13]